# Karl Rupprecht (Fußballspieler, 1907)
Karl Rupprecht (* 2. Januar 1907 in Fürth; † 5. November 1966) war ein deutscher Fußballspieler.

## Karriere
Aus der Jugendabteilung der SpVgg Fürth hervorgegangen, rückte Rupprecht zur Saison 1926/27 in die erste Mannschaft auf, für die er in den vom Süddeutschen Fußball-Verband ausgetragenen Meisterschaften in der Bezirksliga Bayern, ab der Saison 1927/28 in der Gruppe Nordbayern, Punktspiele bestritt.
Während seiner Vereinszugehörigkeit gewann er mit der Mannschaft dreimal die Nordbayerische und einmal die Süddeutsche Meisterschaft. Mit letzterem Erfolg nahm er mit der Mannschaft an der Endrunde um die Deutsche Meisterschaft teil und kam in allen vier Spielen, einschließlich des am 28. Juli 1929 in Nürnberg ausgetragenen Finales, zum Einsatz. Nach seinen vier Toren in den vorangegangenen drei Spielen, traf er auch gegen Hertha BSC – mit dem 3:2-Siegtreffer in der 85. Minute. Als Zweiter der Süddeutschen Meisterschaft nahm er erneut an der Endrunde um die Deutsche Meisterschaft teil und bestritt sowohl das am 18. Mai 1930 in Nürnberg gegen den Berliner Tennis-Club Borussia mit 4:1 gewonnene Achtelfinale, als auch das am 1. Juni 1930 beim Dresdner SC mit 4:5 n. V. verlorene Viertelfinale; in beiden Spielen erzielte er jeweils ein Tor.
International spielte er mit der SpVgg Fürth im Wettbewerb um die Coupe des Nations 1930, in der er mit seiner Mannschaft – nach dem 4:3-Sieg n. V. über den französischen Pokalsieger FC Sète am 29. Juni – das Viertelfinale erreichte. In diesem war er mit seiner Mannschaft dem First Vienna FC mit 1:7 deutlich unterlegen. In den beiden Spielen erzielte er insgesamt vier Tore, wobei ihm allein drei in der ersten Begegnung gelangen, darunter der Siegtreffer in der 148. Minute.
Seine letzte Saison bestritt er 1933/34 in der Gauliga Bayern, in einer von zunächst 16, später auf 23 aufgestockten Gauligen zur Zeit des Nationalsozialismus als einheitlich höchste Spielklasse im Deutschen Reich.

## Erfolge
- Deutscher Meister 1929
- Süddeutscher Meister 1931
- Nordbayerischer Meister 1928, 1930, 1931